# Église Saint-Saturnin d'Aventignan
L'église Saint-Saturnin d'Aventignan est une église catholique située à Aventignan, dans le département des Hautes-Pyrénées en France.

## Historique
Sur la carte de Cassini du XVIIIe siècle, une église est inscrite, néanmoins il y a la mention "Mn. aScie" ce qui ne semble correspondre à aucun éléments de l'église actuel mais l'emplacement semble être le même.
Jusqu'au début du XIXe siècle, l'église était plus petite et avait un clocher-mur avec une seule cloche.
De 1822 à 1824, une tour-clocher et un nouveau portail (situé au sud) ont été construits.
Entre 1835 à 1847, l'extrémité orientale fut agrandie de 9 mètres sur sa longueur avec 9 mètres de largeur. Le portail principal fut déplacé de la façade sud à la partie est récemment construite. Une sacristie a été également construite à la base de la tour-clocher.
La toiture a été restaurée vers l'année 2010.
Les infiltrations d'eau de la toiture ont détérioré la partie haute du retable monumental du chœur. Des restaurations sont prévues.

## Description
Les vitraux ont été fabriqués par l'atelier de Louis-Victor Gesta à Toulouse, ils sont signés par un de ses enfants Henri-Louis-Victor Gesta.

### Intérieur

#### Nef

##### Chaire
Sur la chaire sont représentés les quatre évangélistes et Jésus-Christ.
La chaire en bois sculpté peint en bleu et dorée datant du XVIIIe – XIXe siècle est classée au titre objet des monuments historiques.

###### Chapelle de la Vierge Marie
Sont classés au titre objet des monuments historiques :
- Quatre chandeliers en bois sculpté et doré datant de la fin du XVIIIe siècle[5].
- La statue d'une pietà en bois sculpté et doré datant du XVIIIe siècle[6].
- L'autel, le tabernacle, le retable monumentale et la statue de la Vierge à l'Enfant en bois sculpté et doré datant du XVIIIe siècle[7].

#### Chœur
Dans le chœur, sont classés au titre objet des monuments historiques :
- Le maître autel, le tabernacle, le retable monumental en bois sculpté et doré et le tableau datant du XVIIIe siècle[8].

Le nouveau maître autel a été mis en place après le concile Vatican II, ainsi le prêtre célèbre la messe face aux fidèles.
La voûte est faite de lambris peints en bleu ciel, au centre ont été peints plusieurs symboles :
- Les armoiries du Vatican (peint de manière fantaisiste par l'artiste) fait avec divers symboles papaux : la tiare, la crosse épiscopale, une croix à triple traverse, les clefs de saint Pierre en sautoir et des rameaux ;
- Le monogramme marial composé des lettres A et M entrelacées, initiales de l’Ave Maria ;
- L'ancienne forme du monogramme trilitère du nom grec de Jésus « IHS »[9] ;
- Le Sacré-Cœur de Jésus.

##### Maître autel et tabernacle
L'ancien maître autel était utilisé avant le concile Vatican II, lorsque le prêtre célébrait la messe dos aux fidèles.
Le maître autel est en bois sculpté avec des décors dorés et peint à l'imitation du marbre. La façade présente deux rameaux dorés.
Le tabernacle en bois sculpté et doré est surmonté d'un statuette de Jésus-Christ regardant vers le ciel.
Sur la partie inférieure du tabernacle sont représentées trois scènes :
- À gauche, le portement de croix, avec une statuette d'un évêque ;
- À droite, l'agonie de Jésus-Christ au Jardin des Oliviers, avec une statuette d'un saint ;
- Au centre, sur la porte du réceptacle, un ostensoir, sur l'hostie sont marquées les lettres " IHI " et non " IHS " une erreur de l'artiste ? De chaque côté du réceptacle sont placés une statuette d'un évêque.

Sur la partie supérieure du tabernacle sont placées quatre statuettes d'anges, ceux du centre tiennent un chophar, au milieu d'eux est placé un crucifix.

## Galerie

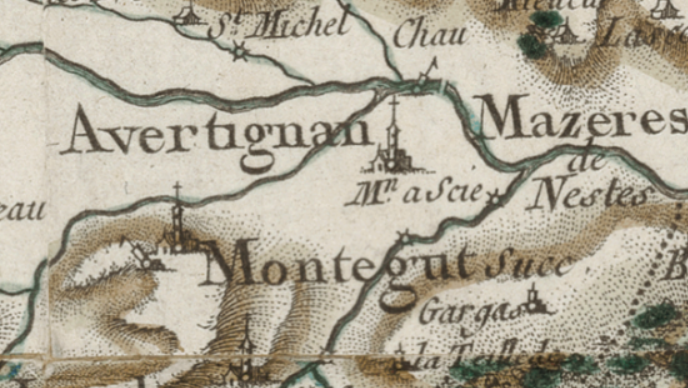
Aventignan sur la carte de Cassini

Sélection de vues diverses
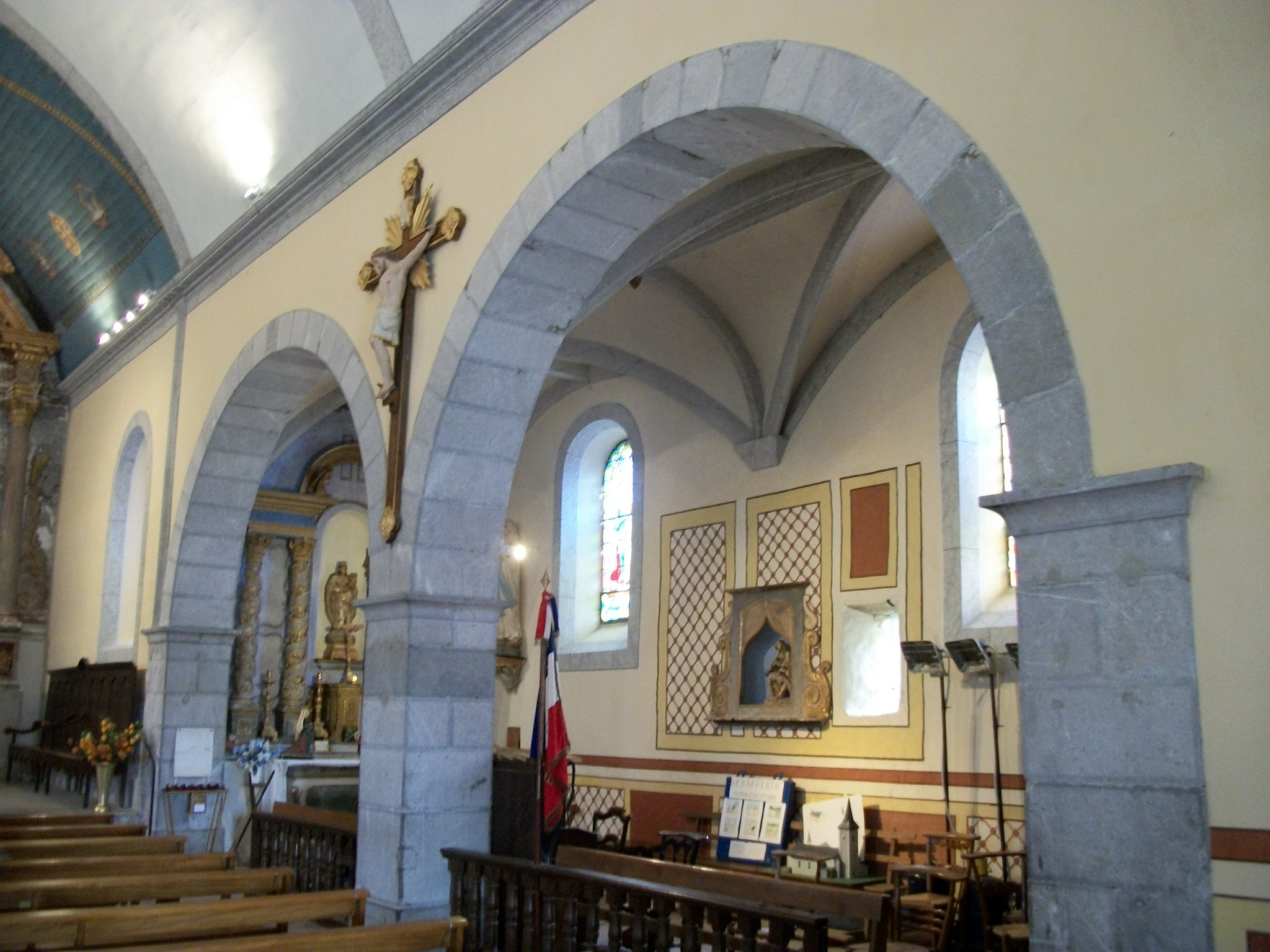
Chapelle de la Vierge Marie.
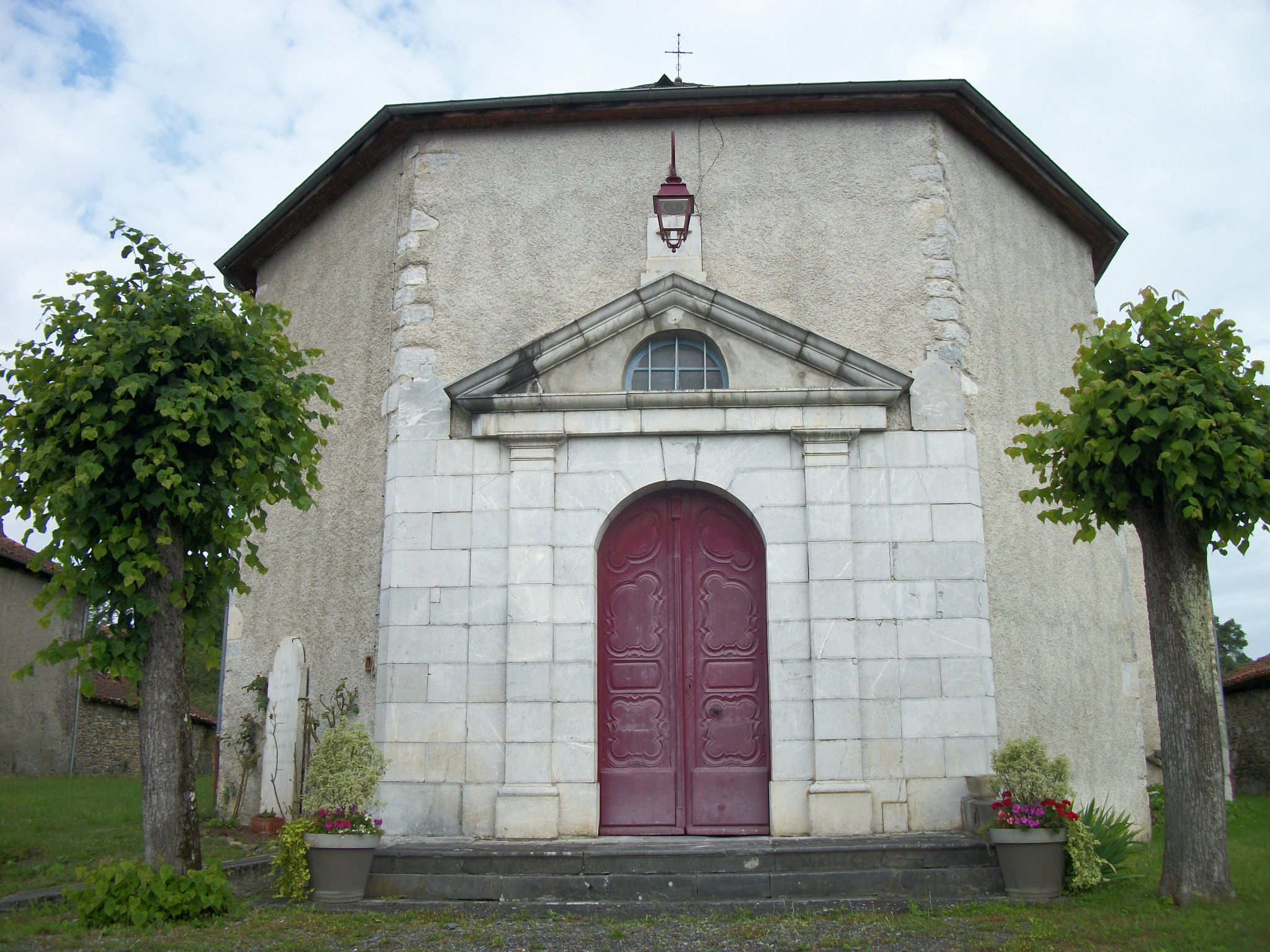
Le portail d'entrée.
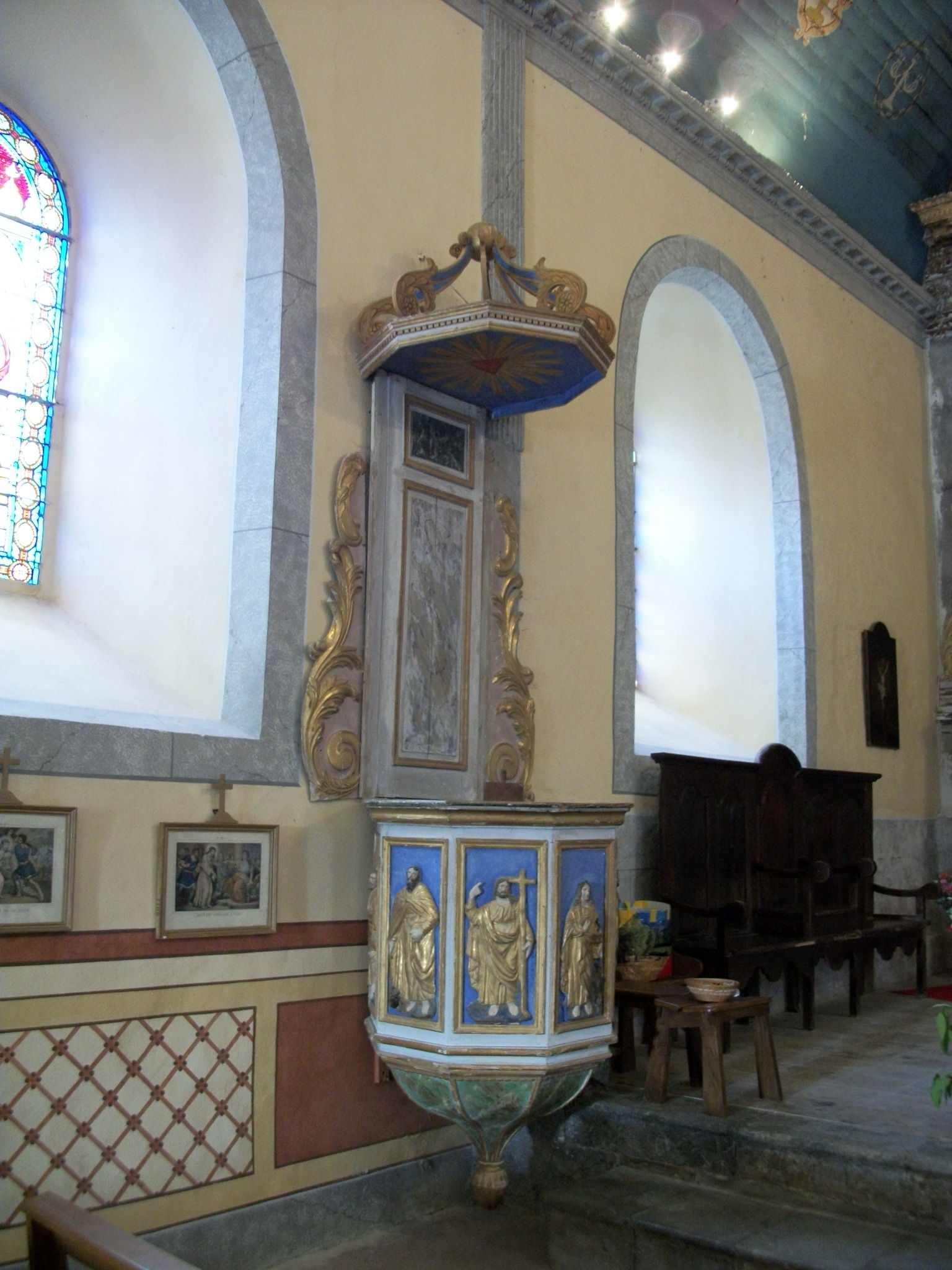
La chaire.
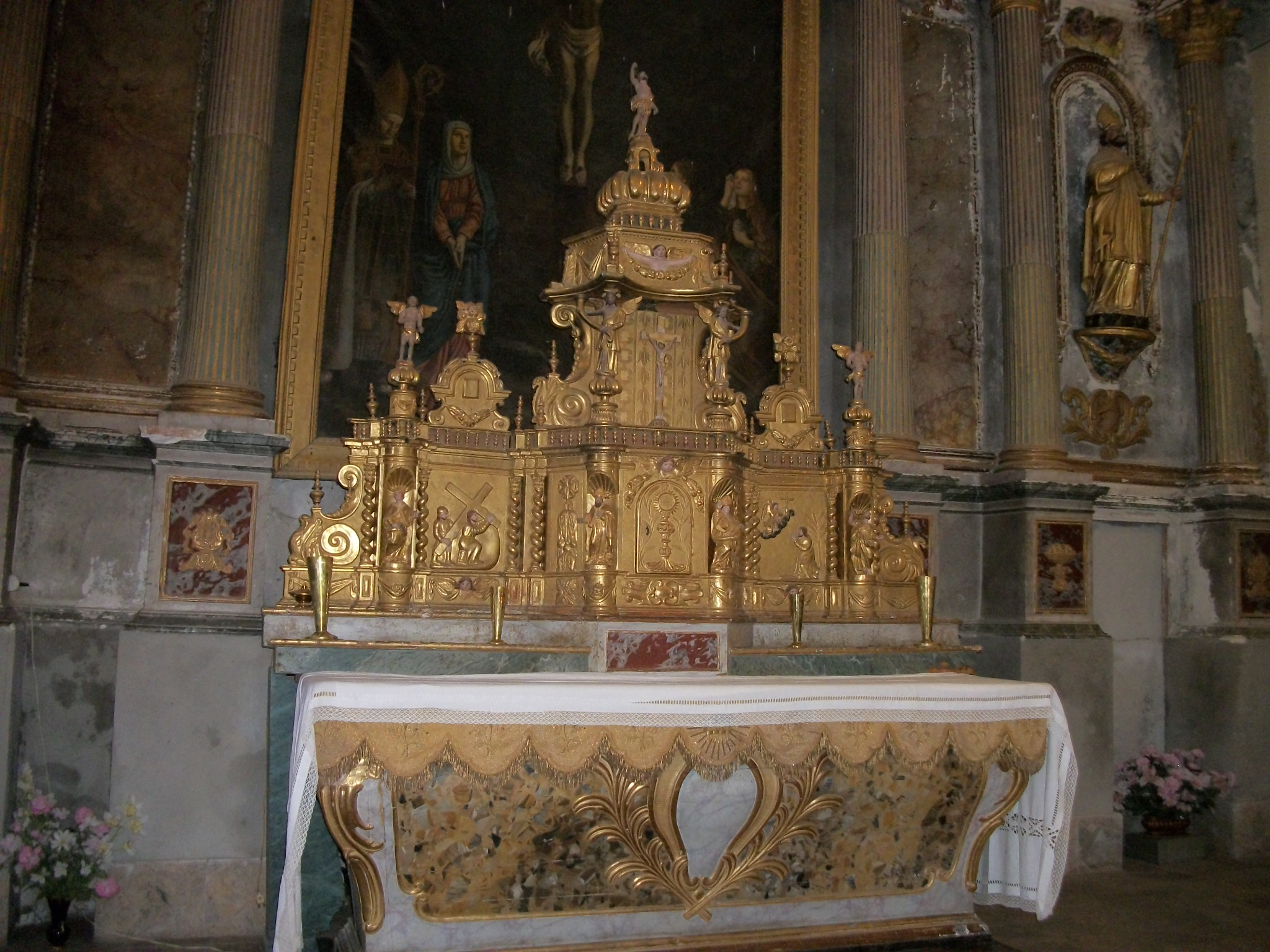
L'ancien maître-autel et le tabernacle à ailes.
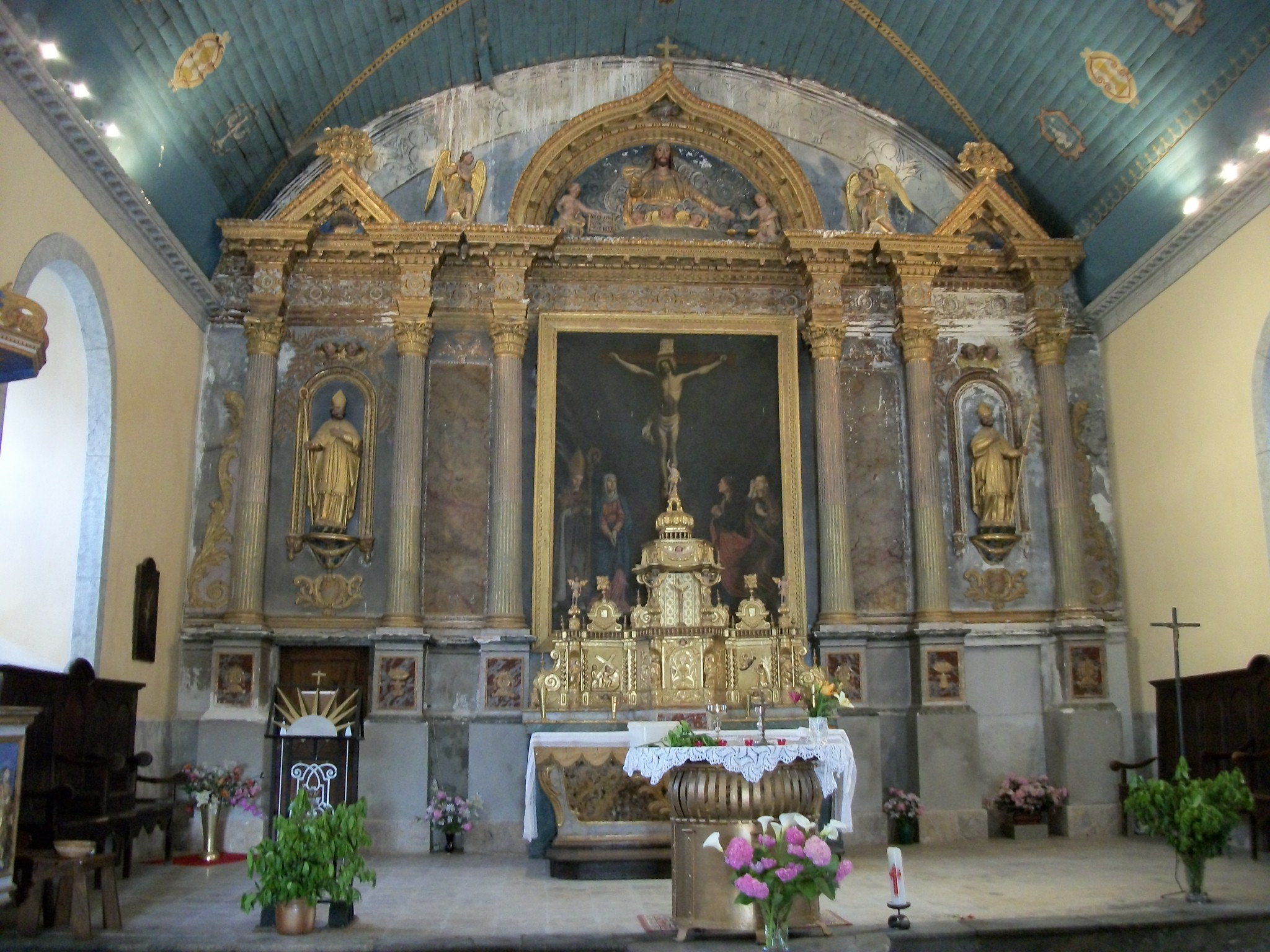
Le chœur.